# Схованошиї черепахи
Схованоши́ї черепа́хи (Cryptodira) — найбільший підряд черепах, що поєднує 6 родин.

## Опис
Схованошиї черепахи здатні втягувати шию і голову під панцир, згинаючи шию S-подібно у вертикальній площині. У зв'язку з цим шийні хребці позбавлені поперечних відростків (або вони рудиментарні). У деяких видів, що мають дуже велику голову, під панцир втягуються тільки шия і потилиця. Тазові кістки не зрощені з панциром. Пластрон укритий 11–12 роговими щитками.

## Еволюція і розвиток
Вважається, що в період середнього тріасу ці тварини мешкали тільки в болотистій місцевості, але з часом пристосувалися жити як на суходолі, включно з пустельними та лісостеповими областями, так і у водоймах. Крім того, їхньому виживанню сприяло те, що вони харчувалися різноманітним кормом — рослинним і тваринним.
Предки кайманових черепах жили в еоцені, тобто приблизно 38–55 мільйонів років тому. Дослідивши останки цих тварин, учені дійшли висновку, що панцир давніх кайманових черепах був досить м'яким, у зв'язку з чим ці плазуни не могли захиститися в разі нападу хижаків. Щоб не стати їхньою здобиччю, вони воліли нападати першими, проявляючи невластиву черепахам агресивність. До речі, сучасні кайманові черепахи поводяться подібним же чином. Саме тому в домашніх тераріумах їх не тримають.

## Поширення
Поширені по всьому спекотному і помірному поясу земної кулі крім Австралії. У Південній та Центральній Європі, Передній Азії звичайним видом є болотна черепаха європейська.

## Таксономія
До цього підряду відносяться слонові черепахи завдовжки до 1,2 метра. Крім трьох родин, що включають по 1-2 види, сюди входять також дві найбільших родини прісноводних черепах (85 видів) і суходільні черепахи (37 видів). Загальне число видів схованошиїх досягає 148, що складає ⅔ всіх видів черепах.

### Класифікація
Підряд включає:

- †Hangaiemys
- †Paracryptodira
  - родина †Baenidae — баеніди
  - родина †Pleurosternidae
- Eucryptodira
  - клада Americhelydia
    - †Emarginachelys
    - родина Chelydridae — кайманові черепахи
    - надродинаKinosternoidea
      - родина Dermatemydidae — мексиканські черепахи
      - родина Kinosternidae — мулові черепахи

    - клада Panchelonioidea
      - родина †Sandownidae
      - родина †Xinjiangchelyidae
      - родина †Sinemydidae
      - родина †Toxochelyidae
      - †Ctenochelys
      - клада Thalassochelydia
        - †Owadowia
        - родина †Eurysternidae
        - родина †Plesiochelyidae
        - родина †Thalassemydidae

      - надродинаChelonioidea — морські черепахи
        - родина †Protostegidae
        - родина Cheloniidae — Морські черепахи
        - родина Dermochelyidae — безщиткові черепахи

  - надродинаTestudinoidea
    - родина †Haichemydidae
    - родина †Lindholmemydidae
    - родина †Sinochelyidae
    - родина Platysternidae
    - родина Emydidae — прісноводні черепахи
    - родина Geoemydidae — азійські прісноводні черепахи
    - родина Testudinidae — сухопутні черепахи

  - клада Pantrionychia
    - клада †Adocusia
      - родина †Adocidae
      - родина †Nanhsiungchelyidae

    - надродинаTrionychia
      - родина Carettochelyidae — двокігтеві черепахи
      - родина Trionychidae — трикігтеві черепахи